# Flughafen Krywyj Rih

i7
i11
i13
Der Flughafen Krywyj Rih (ukrainisch Міжнародний аеропорт „Кривий Ріг (Лозуватка)“, IATA-Code: KWG, ICAO-Code: UKHU) ist ein kleiner Verkehrsflughafen im Zentrum der Ukraine im Westen der Oblast Dnipropetrowsk.
Der Flughafen befindet sich 4,2 km westlich des Dorfes Losuwatka (Лозуватка) im Rajon Krywyj Rih 17,5 km nordwestlich des Stadtzentrums von Krywyj Rih, das über die Fernstraße N 23 erreichbar ist.
2004 wurden 5700 Passagiere abgefertigt. Im selben Jahr betrug die Menge der transportierten Fracht 46,9 Tonnen.
Während des russischen Überfalls auf die Ukraine 2022 wurde der Flughafen mehrmals von Raketen getroffen und vollständig lahmgelegt. Seit Februar 2022 findet in der gesamten Ukraine kein ziviler Flugverkehr mehr statt.

## Fluggesellschaften
Der Flughafen ist Heimatflughafen der Air Urga und wurde bis 2022 von der UTair angeflogen.